# Priniatikos Pyrgos

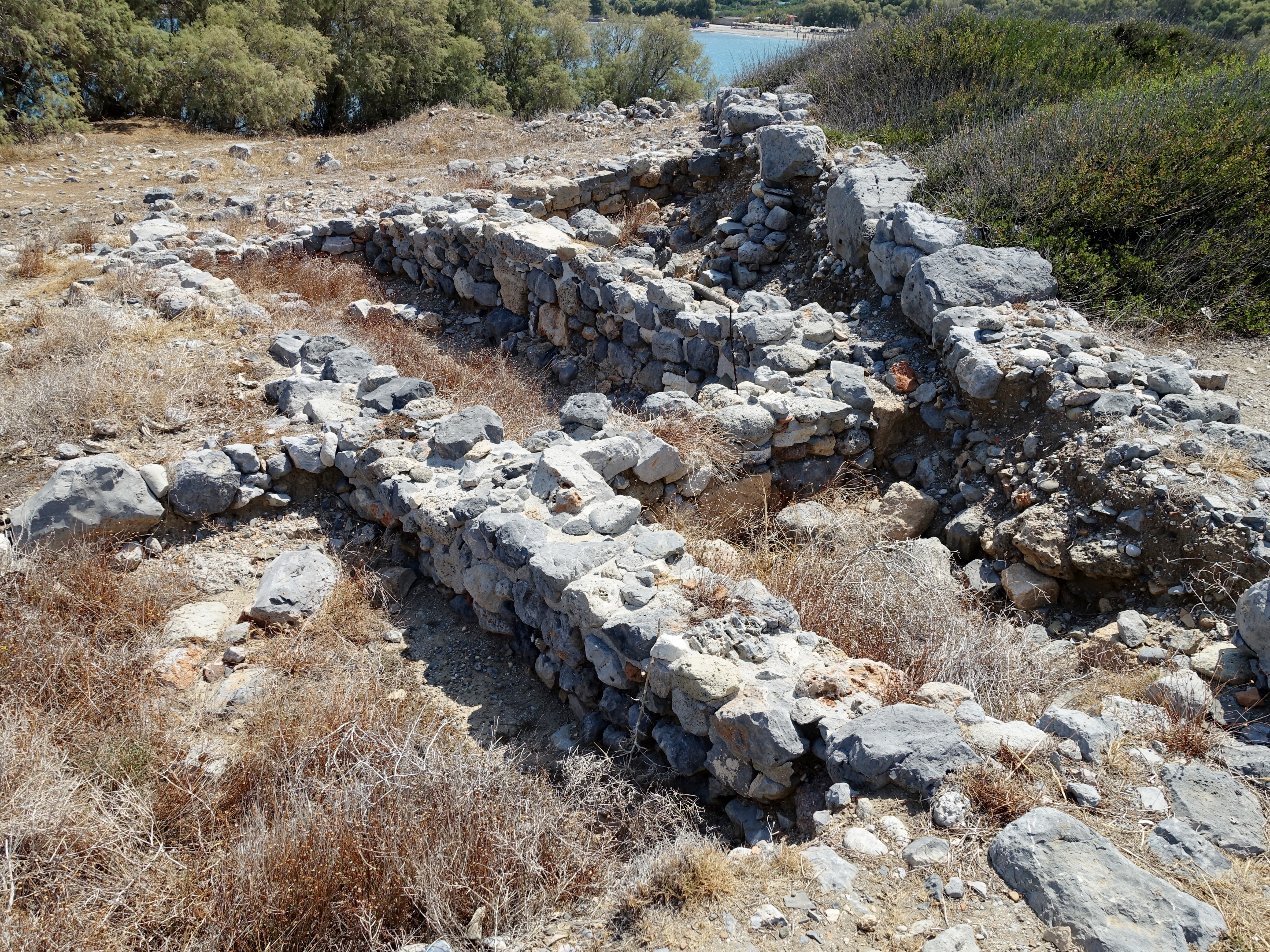
Priniatikos Pyrgos

Priniatikos Pyrgos (griechisch Πρινιάτικος Πύργος) bezeichnet eine archäologische Ausgrabungsstätte in der Gemeinde Agios Nikolaos an der Nordküste der griechischen Insel Kreta. Sie befindet sich auf der gleichnamigen kleinen Halbinsel Priniatikos Pyrgos am Golf von Mirabello nahe der Siedlung Istro (Ίστρο) in der Ortsgemeinschaft Kalo Chorio (Καλό Χωριό). Die Funde zeugen von einer Siedlungstätigkeit von der frühminoischen bis in die zweite byzantinische Zeit.

## Lage und Geschichte
Die auf mehrere Standorte auf der Halbinsel Priniatikos Pyrgos verteilte Ausgrabungsstätte befindet sich ungefähr 6,5 Kilometer südlich von Agios Nikolaos, dem Hauptort des ostkretischen Regionalbezirks Lasithi. Die Siedlung Istro liegt etwa 500 Meter südöstlich, der Ort Kalo Chorio 1,4 Kilometer im Südwesten. Die nur 120 × 120 Meter in Nord-Süd- bzw. Ost-West-Richtung messende Halbinsel aus Kalkstein trennt die beiden Strände Agios Pandeleimon (Παραλία Άγιος Παντελεήμων) im Osten und Karavostasi (Παραλία Καραβοστάσι) im Westen. Ungefähr 250 Meter östlich der Halbinsel mündet am Strand von Agios Pandeleimon der Fluss Kalos Potamos (Καλός Ποταμός) ins Mittelmeer, auch Istron oder Istrona(s) genannt, nach der hier im Altertum existierenden Stadt Istron (Ἰστϱών) oder Istros (Ἴστϱος).

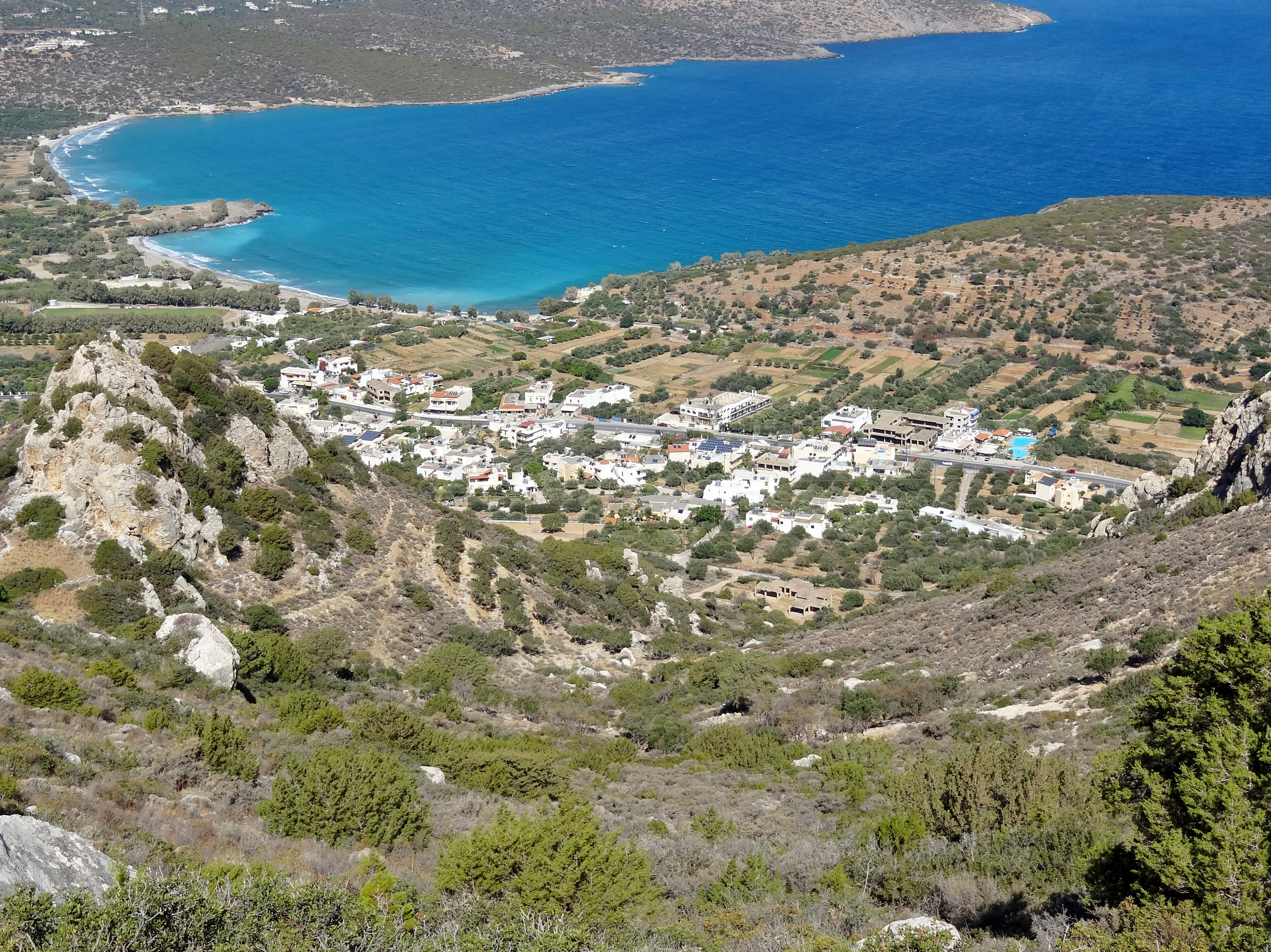
Priniatikos Pyrgos zwischen Karavostasi und Agios Pandeleimon

Im Anschluss an die Ausgrabungen auf dem 1,5 Kilometer südöstlich gelegenen Berggipfel von Vrokastro durch Edith Hayward Hall in den Jahren 1910 und 1912, wandte sich Hall dem Küstenvorland um Priniatikos Pyrgos zu, wo sie eine minoische Hafenstadt vermutete. Bei den kurzzeitigen Ausgrabungen Anfang des 20. Jahrhunderts wurden Keramik aus früh- und spätminoischer Zeit (3. und 2. Jahrtausend v. Chr.) gefunden sowie die Überreste einer größeren römischen Siedlung entdeckt, die über einem Teil der bronzezeitlichen Stadt errichtet worden war. Ab 1986 führten Barbara J. Hayden und Jennifer A. Moody Untersuchungen des Gebiets um Vrokastro durch. Die Bodenbegehung und Kartierung des Vrokastro Survey Projects umfasste ein Gebiet von der Ebene von Gournia (Γουρνιά) im Osten bis zum Tal des Flusses Kalos Potamos oder Istron im Westen und bis zum Tal von Meseleri (Μεσελέροι) im Süden. Als Ergebnis wurde die ehemalige Hafensiedlung auf und um die Halbinsel Priniatikos Pyrgos für nähere Untersuchungen ausgewählt.

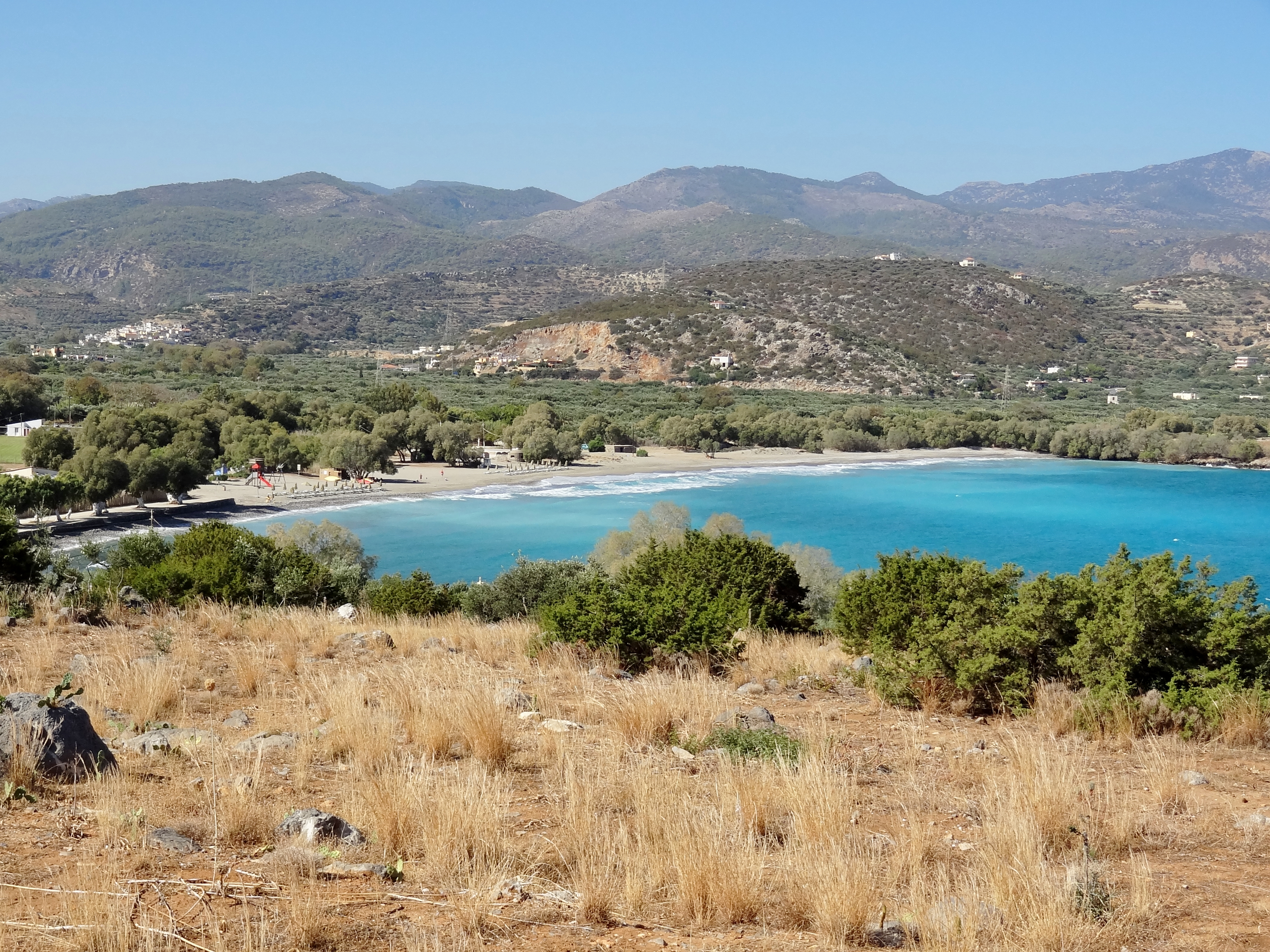
Strand von Agios Pandeleimon

Im Jahr 2002 startete unter Beteiligung von Apostolos Sarris und Yannis Bassiakos das Istron/Priniatikos Pyrgos Geoarchaeological Project mit einer geophysikalischen Prospektion (Fernerkundung) und einer neuen Feldstudie über Geologie, Böden, Topografie und Ressourcen der Küstenzone. Ab 2005 begannen die Ausgrabungen auf der Halbinsel, von denen man sich über stratifizierte Kontexte einen Einblick in die kulturelle Entwicklung der Region und eine Zusammenführung der Resultate der Bodenbegehung versprach. Das bis 2006 fortgeführte Geoarchaeological Project erbrachte u. a. am Westhang von Priniatikos Pyrgos eine Halde von mit Eisen durchsetzter Schlacke, die auf ein Vorhandensein ehemaliger Metallschmelzöfen deutet. Die Fernerkundung und punktuelle Sondierungsgrabungen im Bereich Kambos (Κάμπος) am dortigen Fußballplatz ergaben, dass Priniatikos Pyrgos in prähistorischer und historischer Zeit Teil einer ausgedehnten Hafensiedlung war, die sich um den Strand Agios Pandeleimon bis auf die sich östlich anschließende Halbinsel Pandeleimon (Νησί Παντελεήμονος) erstreckte.
Bei den zunächst von Metaxia Tsipopoulou und Barbara J. Hayden seit 2005 auf Priniatikos Pyrgos geleiteten Ausgrabungen wurden mehrere Brennöfen sowohl für Metalle als auch Keramik entdeckt. Die Keramikfunde reichen vom Spätneolithikum bis in die römisch-byzantinische Zeit. So wurden sowohl Scherben des Vassiliki-Stils, als auch aus Attika importierte schwarz glasierte Ware mit rotfigurigen Verzierungen und stark verglaste Scherben aus spätrömischer Zeit gefunden. Daneben gab es Obsidian, Glas, Gips und Kohlenstoff, Knochen, Steinwerkzeuge, Teile von Eisen- und Bronzeartefakten, ein Deckel aus grünem Stein, ein kleines bemaltes Lehmboot, Querne, Webgewichte aus Stein, Fliesen, Pflastersteine und eine Olivengrube. Das in der Gegend vorkommende Granodiorit diente der Gewinnung von Eisen, zur Herstellung von Werkzeugen und der Beimischung bei der Keramikherstellung. Ab 2007 beteiligte sich das Irish Institute of Hellenic Studies at Athens unter der gemeinsamen Leitung von Barbara J. Hayden und Barry Molloy an den Ausgrabungen. Neben den handwerklichen Tätigkeiten auf Priniatikos Pyrgos zu unterschiedlichen Zeiten konnte auch eine Kirchenstruktur aus byzantinischer Zeit festgestellt werden, die wahrscheinlich über einem minoischen Schrein errichtet wurde.

Ausgrabungsstätte von Priniatikos Pyrgos
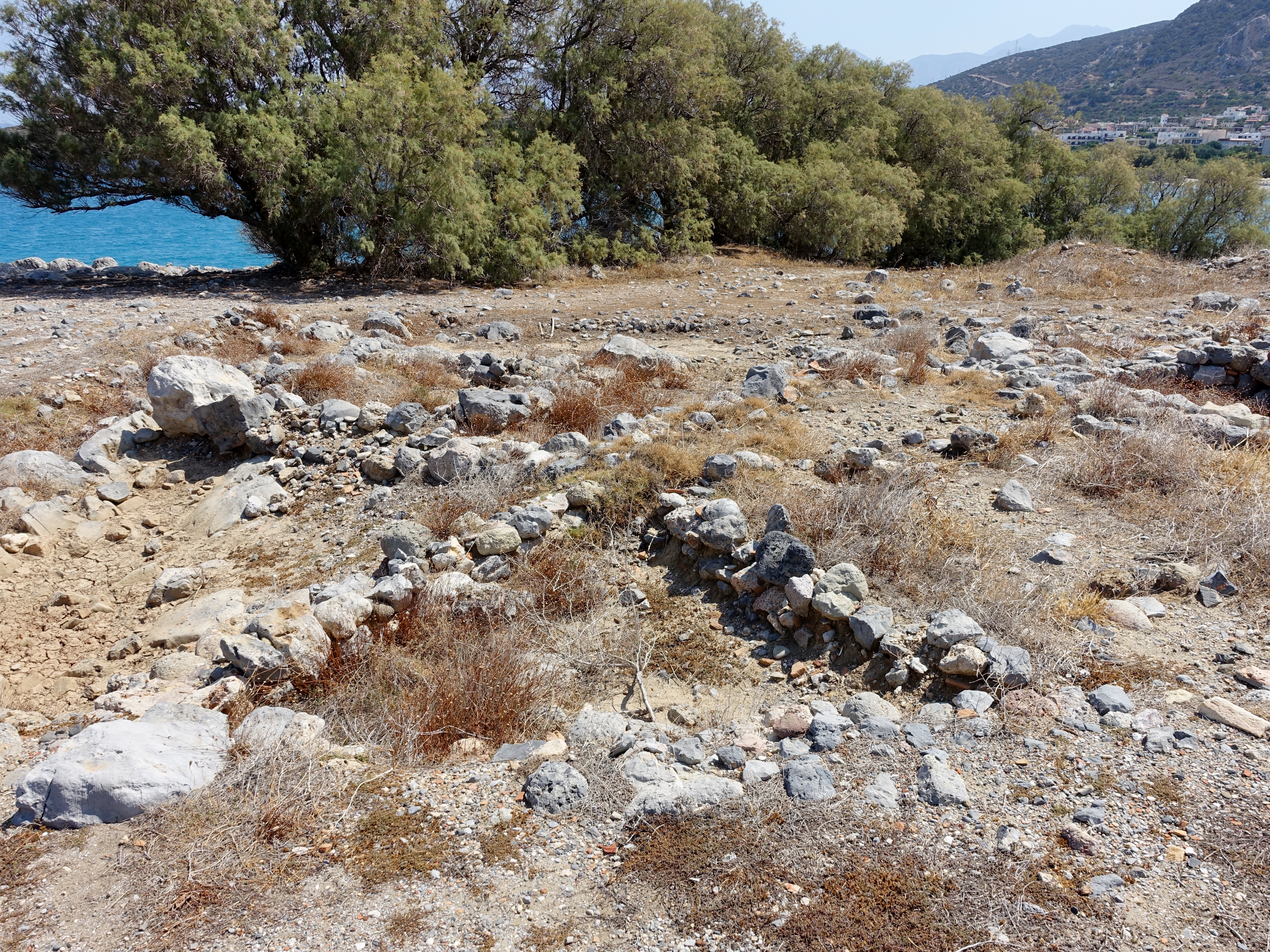
Östlicher Bereich A
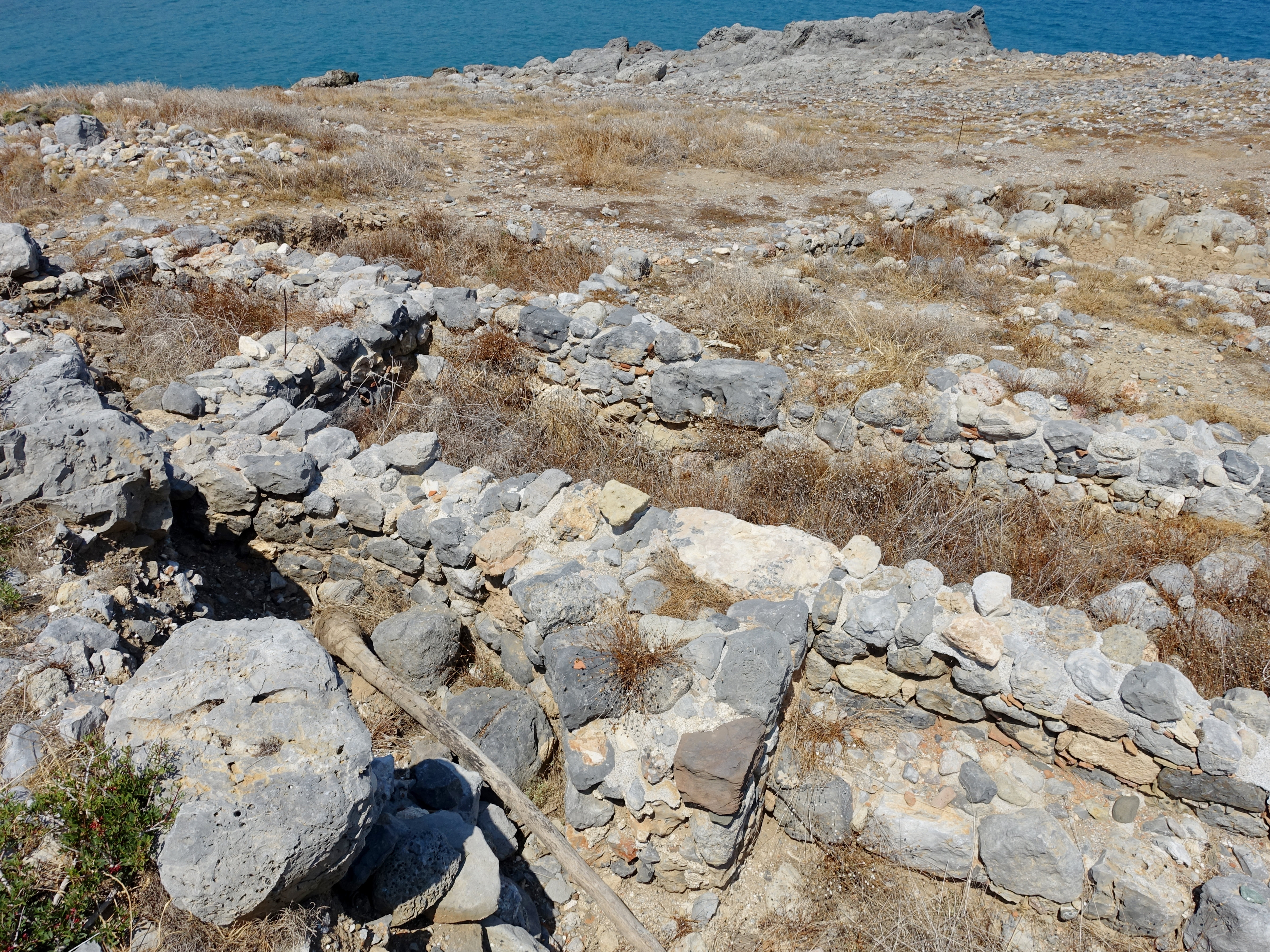
Westlicher Bereich A
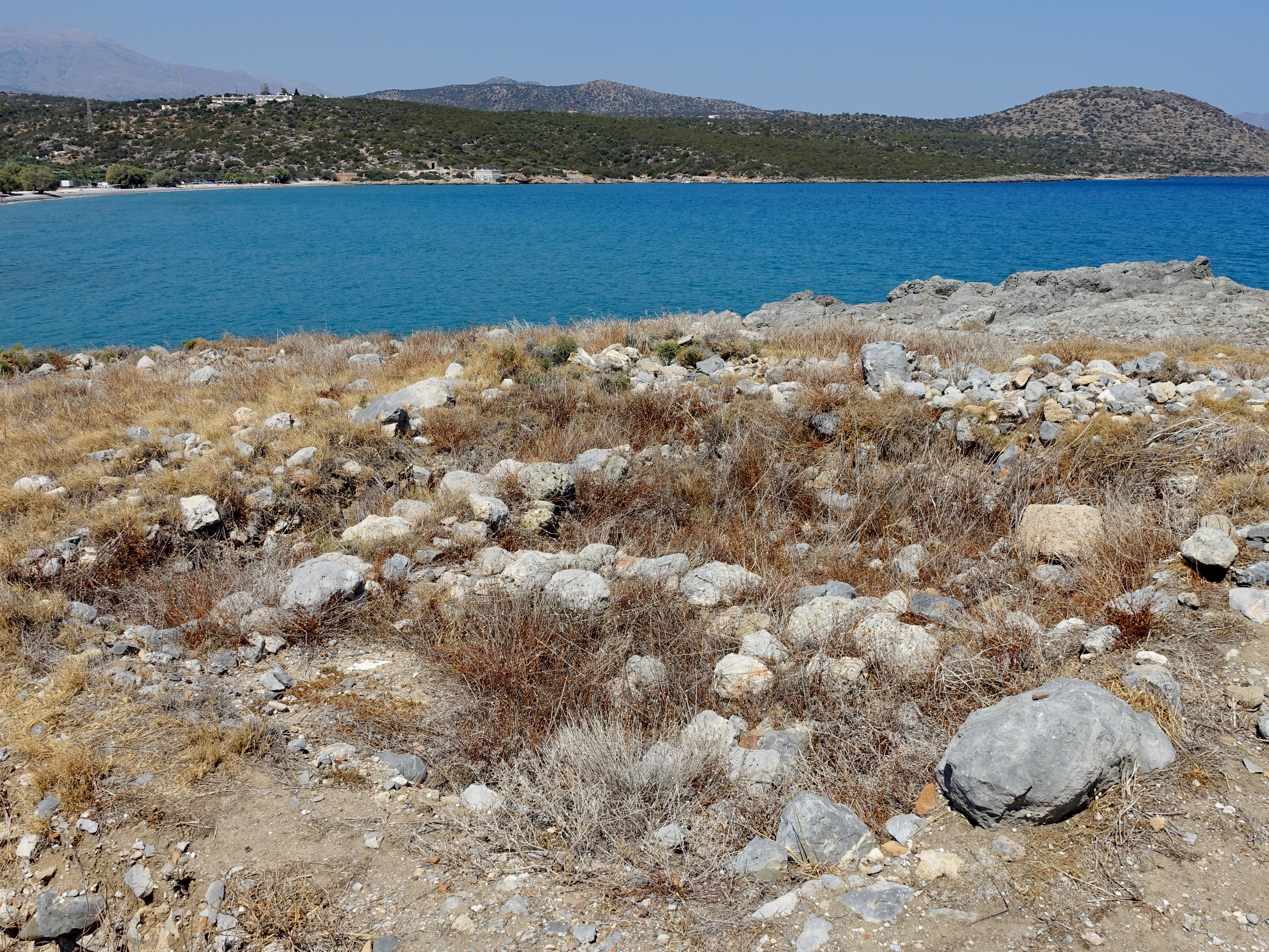
Nördlicher Bereich G
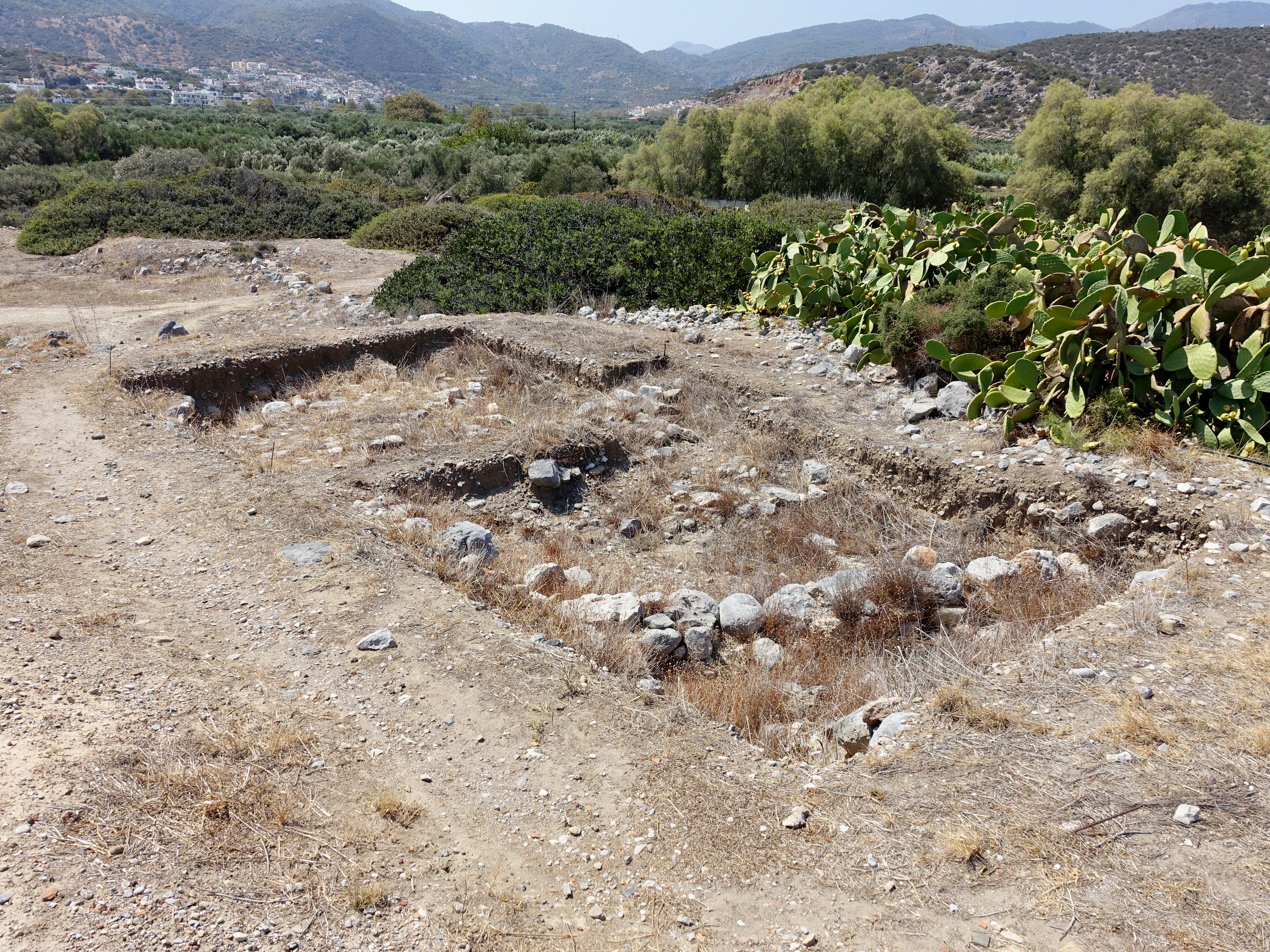
Südlicher Bereich G